# ژیویزیه
ژیویزیه (به لاتین: Givisiez) یک بخش در سوئیس است که در کانتون فریبورگ واقع شده‌است.